# Marcel Pięczek
Marcel Pięczek (ur. 11 grudnia 2000) – polski piłkarz grający na pozycji obrońcy w klubie Korona Kielce.

## Kariera juniorska
Pięczek grał jako junior w Starcie Łódź, UKS SMS Łódź (2010–2016) i Widzewie Łódź (2016–2017).

## Kariera seniorska

### Widzew Łódź II
Pięczek występował w rezerwach Widzewa Łódź w latach 2017–2019.

### Widzew Łódź
Pięczek zadebiutował w pierwszej drużynie Widzewa Łódź 20 maja 2018 w wygranym 3:0 spotkaniu przeciwko GKS Wikielec. Łącznie dla tego klubu rozegrał on 46 meczów nie strzelając żadnego gola.

### Puszcza Niepołomice
Pięczek został wypożyczony do Puszczy Niepołomice 21 stycznia 2021. Debiut dla nich zaliczył 9 lutego 2021 w wygranym 3:1 spotkaniu Pucharu Polski przeciwko Lechii Gdańsk. Pierwszego gola strzelił 27 listopada 2021 w meczu z Koroną Kielce (wyg. 5:2). 10 stycznia 2022 Puszcza ogłosiła definitywny transfer Pięczka. Ostatecznie w jej barwach wystąpił on 87 razy zdobywając jedną bramkę.

### Korona Kielce
Pięczek przeszedł do Korony Kielce 30 grudnia 2023. Zadebiutował u nich 28 lutego 2024 w meczu Pucharu Polski z Jagiellonią Białystok (przeg. 2:1 p.d.).

## Kariera reprezentacyjna

### Polska U-19
Pięczek otrzymał pierwsze powołanie do reprezentacji Polski U-19 w październiku 2018. Wystąpił wtedy w dwóch spotkaniach – 11 października z Macedonią Północną (wyg. 4:3) i 15 października z Walią (przeg. 2:0). Miesiąc później także otrzymał powołanie, nie wystąpił jednak w żadnym starciu. Kolejny raz powołany został w marcu 2019. Rozegrał wtedy dwa mecze – 23 marca 2019 z Izraelem (przeg. 1:0) i 26 marca ze Szwajcarią (0:0).

## Statystyki

### Klubowe
(aktualne na dzień 2 stycznia 2025)
| Klub                | Sezon              | Liga               | Liga  | Liga   | Puchar kraju | Puchar kraju | Suma  | Suma   |
| Klub                | Sezon              | Liga               | Mecze | Bramki | Mecze        | Bramki       | Mecze | Bramki |
| ------------------- | ------------------ | ------------------ | ----- | ------ | ------------ | ------------ | ----- | ------ |
| Widzew Łódź         | 2017/18            | III liga           | 3     | 0      | 0            | 0            | 3     | 0      |
| Widzew Łódź         | 2018/19            | II liga            | 26    | 0      | 0            | 0            | 26    | 0      |
| Widzew Łódź         | 2019/20            | II liga            | 20    | 0      | 0            | 0            | 20    | 0      |
| Widzew Łódź         | 2020/21            | I liga             | 0     | 0      | 1            | 0            | 1     | 0      |
| Widzew Łódź         | Ogólnie            | Ogólnie            | 49    | 0      | 1            | 0            | 50    | 0      |
| Puszcza Niepołomice | 2020/21            | I liga             | 17    | 0      | 2            | 0            | 19    | 0      |
| Puszcza Niepołomice | 2021/22            | I liga             | 19    | 1      | 1            | 0            | 20    | 1      |
| Puszcza Niepołomice | 2022/23            | I liga             | 31    | 0      | 2            | 0            | 33    | 0      |
| Puszcza Niepołomice | 2023/24            | Ekstraklasa        | 14    | 0      | 1            | 0            | 15    | 0      |
| Puszcza Niepołomice | Ogólnie            | Ogólnie            | 81    | 1      | 6            | 0            | 87    | 1      |
| Korona Kielce       | 2023/24            | Ekstraklasa        | 11    | 0      | 1            | 0            | 12    | 0      |
| Korona Kielce       | 2024/25            | Ekstraklasa        | 15    | 0      | 1            | 0            | 16    | 0      |
| Korona Kielce       | Ogólnie            | Ogólnie            | 26    | 0      | 2            | 0            | 28    | 0      |
| Ogólnie w karierze  | Ogólnie w karierze | Ogólnie w karierze | 156   | 1      | 9            | 0            | 165   | 1      |

### Reprezentacyjne
(aktualne na dzień 2 stycznia 2025)
| Mecze i gole w reprezentacji | Mecze i gole w reprezentacji | Mecze i gole w reprezentacji | Mecze i gole w reprezentacji | Mecze i gole w reprezentacji | Mecze i gole w reprezentacji | Mecze i gole w reprezentacji | Mecze i gole w reprezentacji                  |
| Polska U-19                  | Polska U-19                  | Polska U-19                  | Polska U-19                  | Polska U-19                  | Polska U-19                  | Polska U-19                  | Polska U-19                                   |
| Lp.                          | Data                         | Miejsce                      | Gospodarz                    | Gość                         | Wynik                        | Gol                          | Rozgrywki                                     |
| ---------------------------- | ---------------------------- | ---------------------------- | ---------------------------- | ---------------------------- | ---------------------------- | ---------------------------- | --------------------------------------------- |
| 1.                           | 11.10.2018                   | Bełchatów                    | Polska U-19                  | Macedonia Północna U-19      | 4:3                          |                              | Mecz towarzyski                               |
| 2.                           | 15.10.2018                   | Bangor                       | Walia U-19                   | Polska U-19                  | 2:0                          |                              | Mecz towarzyski                               |
| 3.                           | 23.03.2019                   | Saint-Cyr-sur-Loire          | Izrael U-19                  | Polska U-19                  | 1:0                          |                              | Mistrzostwa Europy U-19 2019 – runda elitarna |
| 4.                           | 26.03.2019                   | Avoine                       | Polska U-19                  | Szwajcaria U-19              | 0:0                          |                              | Mistrzostwa Europy U-19 2019 – runda elitarna |